# Arna schistocarpa
Arna schistocarpa är en fjärilsart som beskrevs av Collenette 1949. Arna schistocarpa ingår i släktet Arna och familjen tofsspinnare. Inga underarter finns listade i Catalogue of Life.